# Nobelium
Nobelium är ett radioaktivt metalliskt grundämne som tillhör aktiniderna. Nobelium, som är namngivet efter Alfred Nobel, är en så kallad transuran, det vill säga det finns ej i naturen utan har framställts genom kärnreaktioner. Nobelinstitutet för fysik i Stockholm gjorde anspråk på att ha framställt ämnet 1957, och gav ämnet dess namn, men detta kunde tillbakavisas. En grupp i Berkeley gjorde något senare en omtvistad syntes. De beslöt att behålla namnet. Den första säkert fastställda syntesen gjordes i Dubna 1966. Forskarna där föreslog namnet joliotium (Jo). IUPAC-kommittén konstaterade 1992 att Dubnagruppen har prioriteten, men IUPAC beslöt att behålla det inarbetade namnet Nobelium.
Nobelium har endast kortlivade isotoper. 
Några kända isotoper är:
- 253No, halveringstid på 1,7 minuter
- 255No, halveringstid på 3 minuter
- 259No, halveringstid på 58 minuter

Under experiment vid Berkeley 1966 påvisades isotoperna:
- 252No, halveringstid på 2,3 sekunder
- 254No, halveringstid på 55 sekunder
- 257No, halveringstid på 23 sekunder